# 孟噗语
孟噗语（自称：mɔŋ55 pʰɤ21）是中国云南省一种缅彝语群，使用在广南县八宝镇里洒村 和富宁县木央镇值伦村、上者梅村、下者梅村和木杨村。有数百名使用者。似乎和普标彝语、麻峨语的亲缘关系最近。